# Bahamas' generalguvernør
Bahamas' generalguvernør (engelsk: Governor-General of the Bahamas) er et embede i Bahamas. Generalguvernøren er Bahamas' monarks repræsentant i Bahamas. 16 af landene i Commonwealth of Nations har fælles monark, for tiden kong Charles III, og Bahamas er et af disse lande. Som monarkens repræsentant betragtes generalguvernøren de facto som Bahamas' statsoverhoved.
Da Bahamas er et konstitutionelt monarki, er generalguvernørens opgaver først og fremmest ceremonielle, idet hverken generalguvernøren, den britiske monark eller den britiske regering blander sig i Bahamas' politik. Officielt udnævnes generalguvernøren af monarken, men dette sker altid efter indstilling fra Bahamas' regering.
Embedet som generalguvernør blev oprettet den 31. juli 1973, da Bahamas blev uafhængigt fra Storbritannien. Den første generalguvernør var Sir Milo Butler. Den nuværende generalguvernør er Cynthia A. Pratt, der blev udnævnt den 1. september 2023.

## Liste over Bahamas' generalguvernører
| Tiltrådt          | Fratrådt          | Navn                     | Livstid   |
| ----------------- | ----------------- | ------------------------ | --------- |
| 1. august 1973    | 22. januar 1979   | Sir Milo Butler          | 1906–1979 |
| 22. januar 1979   | 25. juni 1986     | Sir Gerald Cash          | 1917–2003 |
| 26. juni 1986     | 1. januar 1992    | Sir Henry Milton Taylor  | 1903–1994 |
| 2. januar 1992    | 2. januar 1995    | Sir Clifford Darling     | 1922–2011 |
| 3. januar 1995    | 13. november 2000 | Sir Orville Turnquest    | 1929–     |
| 13. november 2000 | 30. november 2005 | Dame Ivy Dumont          | 1930–     |
| 1. februar 2006   | 14. april 2012    | Arthur Dion Hanna        | 1928–2021 |
| 14. april 2012    | 8. juli 2014      | Sir Arthur Foulkes       | 1928–     |
| 8. juli 2014      | 28. juni 2019     | Dame Marguerite Pindling | 1932–     |
| 28. juni 2019     | 31. august 2023   | Cornelius A. Smith       | 1937-     |
| 1. september 2023 |                   | Cynthia A. Pratt         | 1945-     |

## Eksterne links
- The Governor General Officiel hjemmeside (på engelsk)
- The Bahamas Independence Order 1973 (på engelsk)
- Previous Governors-General (på engelsk)